# Jacob Stockdale
Jacob Alexander Stockdale (Lurgan, 3 de abril de 1996) es un rugbista irlandés que se desempeña como wing y juega para el Ulster Rugby de la Pro14. Es internacional con el XV del Trébol desde 2017.

## Carrera
Él es un cristiano presbiteriano que reza antes de cada juego y su padre es un reverendo.

## Selección nacional
Representó a los Wolfpuppies desde el Seis Naciones 2015 y disputó el Campeonato Mundial en las ediciones de Italia 2015 y el histórico subcampeonato de Inglaterra 2016.

### Absoluta
El neozelandés Joe Schmidt lo convocó al XV del Trébol para los test matches de mitad de año 2017. Stockdale debutó contra los Estados Unidos y anotó un try para la victoria irlandesa en la Arena Red Bull de Nueva Jersey.
Jugó su primer partido en Irlanda durante los test matches de fin de año 2017, ante los Springboks y les marcó un try. Dos semanas más tarde lo eligieron el jugador del partido, tras anotar dos tries en el triunfo 28–19 sobre Argentina.
En el Torneo de las Seis Naciones 2018 Stockdale metió siete tries, en los juegos en contra Italia, Gales, Escocia e Inglaterra, logrando un nuevo récord en el campeonato y contribuyendo directamente al Grand Slam de Irlanda. En noviembre marcó el try que aseguró la primera victoria local  contra los All Blacks en la historia.

### Participaciones en Copas del Mundo
Schmidt lo convocó a Japón 2019, siendo una de las principales figuras del equipo. Irlanda finalizó eliminada en el primer partido de la fase final, siguiendo su costumbre, y Stockdale no logró marcar puntos.
| Mundial                       | Sede  | Resultado        | PJ | Tries |
| ----------------------------- | ----- | ---------------- | -- | ----- |
| Copa Mundial de Rugby de 2019 | Japón | Cuartos de final | 4  | 0     |

## Palmarés
En 2018 fue elegido el Mejor Jugador de aquella edición del Seis Naciones. Dicho título lo hizo ganar el premio de la BBC como el Mejor Deportista de Irlanda del Norte.
- Campeón del Torneo de las Seis Naciones de 2018.